# Vodafone Egypt
Vodafone Egypt ist ein privates Telekommunikationsunternehmen in Ägypten. Vodafone Egypt bietet Festnetz- und Mobilfunk-Telefonie sowie Internetdienstleistungen für Privat- und Firmenkunden an. Es ist der größte Mobilfunknetzbetreiber in Ägypten, gemessen an der Zahl der aktiven Abonnenten. Er wurde 1998 unter seinem früheren Namen Click GSM (ägyptisch: كليك چى اس ام) gegründet. Es umfasst verschiedene Sprach- und Datenaustauschdienste sowie 4G-, 3G-, ADSL- und Breitband-Internetdienste. Das Unternehmen hat etwa 36.300.000 Kunden und beschäftigt etwa 6.500 Mitarbeiter. Vodafone Egypt ist zu 54,9 % im Besitz von Vodacom und zu 44,9 % im Besitz von Telecom Egypt.